# Hologramme Médical d'Urgence
 (décembre 2024).
Pour les articles homonymes, voir Le Docteur et HMU.
L'Hologramme Médical d'Urgence, ou HMU, ou plus simplement le Docteur (en anglais Emergency Medical Hologram Mark 1 ou EMH) est un personnage de l'univers de fiction de Star Trek, et plus particulièrement de la série Voyager, interprété par l'acteur Robert Picardo, voix française Philippe Catoire.

## Technologie
Basé sur la technologie de pointe du XXIVe siècle, le HMU est un programme informatique mis au point par le lieutenant Reginald Barclay et le docteur Lewis Zimmerman, qui l'a physiquement construit à son image, et projeté dans l'espace tridimensionnel à l'aide d'émetteurs holographiques (fonctionnant sur la même technologie que le holodeck) répartis autour de la salle dans laquelle l'hologramme doit évoluer. Pour le vaisseau USS Voyager, seule l'infirmerie, les Holodecks et le poste de commande sont de fait équipés.
Le HMU ne peut ainsi évoluer que dans un espace limité, tant que les holo-émetteurs sont fonctionnels. Il peut ainsi, dans le cas de Voyager, évoluer dans l'infirmerie mais aussi dans les Holodecks (situés sur le Pont 6) et sur le poste de commandement.
Toutefois, une rencontre avec un vaisseau de Starfleet du XXIXe siècle a permis l'obtention d'un émetteur portatif, fixé au bras gauche de la projection holographique, permettant à l'hologramme une totale liberté de mouvement.
Le programme du HMU, sur le Voyager, peut être administré par l'hologramme lui-même, tandis que l'entretien du programmes et des sous-programmes est confié au Lieutenant-Ingénieur B'Elanna Torres. Son utilisation, devenue extrêmement fréquente après la perte du médecin de bord « en chair », nécessite un entretien permanent ; sa sur-utilisation est d'ailleurs souvent à l'origine de dysfonctionnements parfois très graves du programme.
Malgré cela, comme toute projection holographique, le HMU est gourmand en ressources énergétiques et le programme doit être arrêté, en théorie, très fréquemment.

## Historique
Commandités par Starfleet Intelligence, les HMU ont été déclinés en quatre séries (sur une période d'environ 7 années, soit la durée du voyage du Voyager), dont l'« archaïque » série 1, produite à 675 unités, est celle qui équipe le Voyager.
Reprochant à la première série d'être trop calquée sur le docteur Zimmermann, dont son caractère irritable et ses accès de « folie », ils ont été progressivement abandonnés comme assistants médicaux et ont fini par être affectés à des œuvres de manutention, et particulièrement le nettoyage des conduits de plasma sur des cargos de déchèterie. Le docteur Zimmermann en sera d'ailleurs profondément affecté.

## Innovation
Le HMU du Voyager est à l'origine de deux innovations proposées à Starfleet :
- La possibilité, pour le Hologramme Médical d'Urgence, de devenir en conditions spéciales l'Hologramme de Commandement d'Urgence, destiné à remplacer temporairement le capitaine en cas de difficultés ;
- Au retour sur Terre, d'un mouvement de revendication selon lequel un Hologramme est une personne à part entière[1].

## Hologramme de Commandement d'Urgence
L'Hologramme de Commandement d'Urgence, ou HCU résulte d'une manipulation non autorisée de l'Hologramme Médical d'Urgence (HMU) par lui-même pour pallier son insatisfaction de n'être utilisé que pour les tâches médicales.
Ayant démontré sa capacité à remplacer à plein-temps un médecin "en chair" après le décès de l'officier médical du USS Voyager, le HMU propose au capitaine Janeway une modification de son programme afin de remplacer la capitaine en cas de nécessité majeure ; un rôle qu'on lui refuse catégoriquement au début (bien que ce protocole ait déjà été utilisé à la demande de Janeway dans le 1x12), mais dont l'utilité s'est révélée lors de l'enlèvement de l'ensemble de l'équipage du Voyager, dont le capitaine, pour travailler sur la raffinerie d'une planète du Quadrant Delta.

## Le HMU de l’USSVoyager
Le Docteur commence sa carrière sur le vaisseau USS Voyager comme Hologramme Médical d'Urgence, un hologramme chargé d'assurer temporairement les tâches médicales lorsque le médecin de bord est indisponible. Dans le premier épisode de la série, le médecin humain est tué et le HMU est mis en service pour le remplacer.
Tout au long des sept saisons de la série, le Docteur devient plus humain, ressentant des émotions et des ambitions ; il développe aussi des rapports complexes avec certains des membres de l'équipage. Il révèle aussi des talents inattendus, devenant auteur dramatique, artiste et amateur éclairé d'opéra.
Un thème récurrent des séries est la question éthique de savoir si une machine ou un hologramme peut être une vraie personne. Au cours des épisodes, les membres de l'équipage de Voyager finissent par dépasser leur attitude initiale et considèrent le Docteur comme leur égal. Cependant, Starfleet aussi bien que les créatures rencontrées par l'équipage de Voyager ne voient pas le Docteur comme un être pensant et vivant, avec tous les droits qui y sont liés.
Cette thématique connaît un tournant plutôt inattendu dans un des derniers épisodes de la série — Auteur, auteur —, alors que le Docteur vend un holo-roman à un éditeur du quadrant alpha. Le holo-roman, qui dépeint défavorablement l'équipage de Voyager circule dans des centaines de holosuites. En voulant interdire la distribution prématurée de son œuvre, le Docteur, avec l'aide du commandant Tuvok et du capitaine Janeway, parvient à convaincre un juge de la Fédération, qu'il est un artiste, capable de réaliser une œuvre littéraire originale. Le juge évite toutefois de trancher sur la question de l'humanité du Docteur holographique de secours.
Le Docteur obtient aussi un émetteur mobile qui lui permet de se déplacer librement, sans rester attaché aux projecteurs holographiques de l'infirmerie. Il sauve le navire du désastre à plus d'une occasion et sera décoré pour sa valeur au combat.
Le manque de nom du Docteur est un thème récurrent de la série. Starfleet ne lui avait pas donné de dénomination et pendant longtemps, le Docteur prétend ne pas désirer de nom. Plus tard, il adopte des noms comme « Schmullus », « Doctor Schweitzer », et d'autres, avant d'arrêter le nom de « Joe ». Dans les premiers épisodes, on fait référence à lui comme Zimmerman, d'après le nom de son créateur.
Dans l'épisode En un clin d'œil (Blink of an Eye), Voyager est bloqué en orbite autour d'une planète où le temps passe beaucoup plus rapidement que dans le reste de la galaxie. Le Docteur descend sur la planète où il demeure trois années et élève un enfant appelé Jason Tobreez.
Dans un autre épisode Virtuose (Virtuoso), le docteur rencontre les comars qui ne connaissent pas la musique, le docteur leur fait découvrir cet art par ses interprétations dont celle d'une vieille balade napolitaine (Rondine al nido).

## Anecdotes
- Le docteur holographique apparait également dans le film Star Trek : Premier Contact, où il retient une poignée de Borgs dans l'infirmerie en leur prescrivant des médicaments anti-allergisant pour permettre à l'équipage de s'enfuir.